# Philonotis caldensis
Philonotis caldensis là một loài rêu trong họ Bartramiaceae. Loài này được Ångström mô tả khoa học đầu tiên năm 1876.